# Stadsmuseum Lokeren
Stadsmuseum Lokeren, gelegen aan de Markt in het Oost-Vlaamse Lokeren, is een museum dat de geschiedenis en cultuur van Lokeren toont.
Het museum, gevestigd in het gebouw van de vroege Beroeps- en Nijverheidsschool, concentreert zich op het werk- en het vrijetijdsleven van de negentiende en de twintigste eeuw. Ook wordt er veel aandacht besteed aan de haarsnijderij-industrie: Lokeren was hiervan in de 20e eeuw het wereldcentrum.
Het museum behuist tevens het Nationaal Beenhouwersmuseum.
Het museum is voorzien van 27 februari 2022 tot de zomer van 2024 gesloten te zijn voor renovatie.